# Дім техніки (Калінінград)
Дім техніки (нині — торговий центр «Епіцентр») — відтворена в 2000-них роках історична будівля в Калінінграді, РФ. Розташована на вулиці професора Баранова.

## Історія

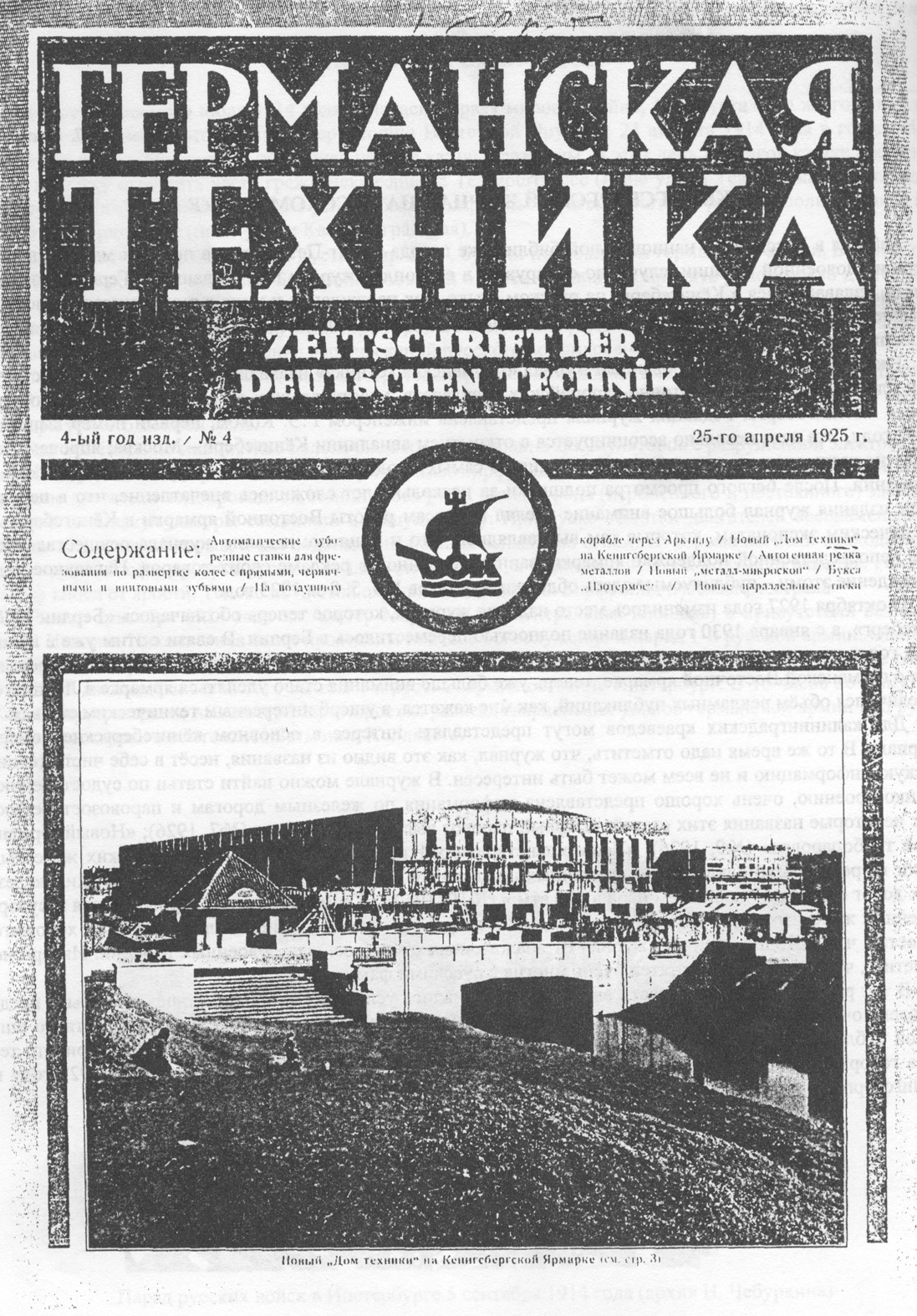
Дім техніки на обкладинці журналу «Німецька техніка», 1925 рік

З 1920 року в Кенігсберзі періодично почав проводитися т. зв. Східний ярмарок. Вперше він був організований на території Кенігсберзького зоопарку. Завдяки успішному проведенню цього заходу, було вирішено проводити його щороку. Для потреб ярмарку вирішилит побудувати комплекс виставкових будівель і павільйонів. Одним із них став Дім техніки, будівництво якого завершилося у 1924 році.
У роки Третього Рейху Дім техніки був перейменований на Дім Шлагетера, на честь вбитого в 1928 році члена НСРП Німеччини Альберта Шлагетера. У Даному приміщенні виступали з промовами Брюнінг, Геббельс і Гітлер.
Під час Другої світової війни Дім техніки був зруйнований.

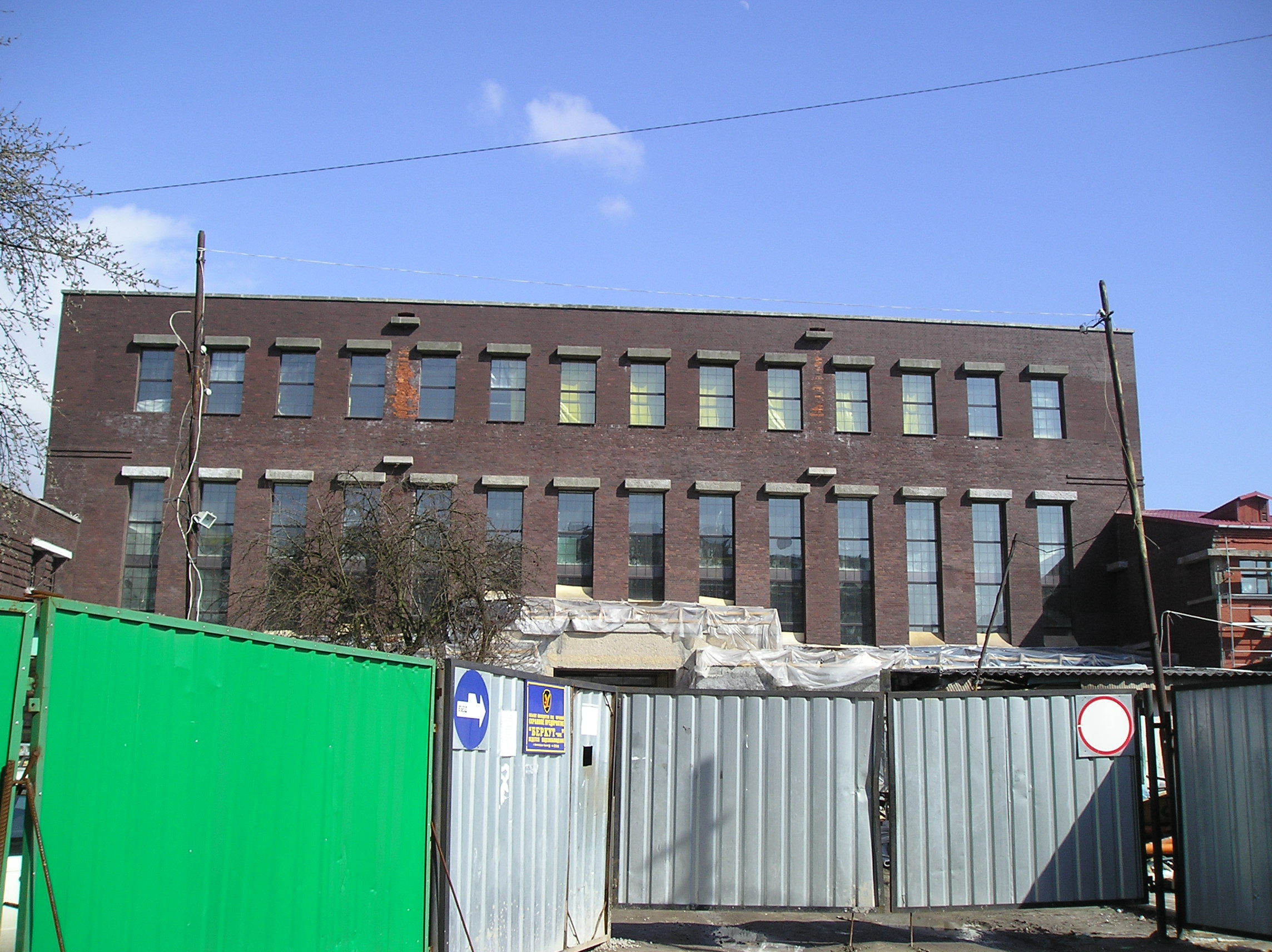
Будівля Дому техніки в процесі реконструкції, 2006 рік

Після війни будівля практично не відновлювалася. Лише в частині приміщень уздовж внутрішньої сторони стін були облаштовані крамниці. Вони оточували просторий відкритий «двір» (в минулому — основний зал Дому техніки), де розмістилися торгові павільйони Центрального ринку.
На початку 2000-них років будівля була відновлена як торговий центр під назвою «Епіцентр».

## Архітектура

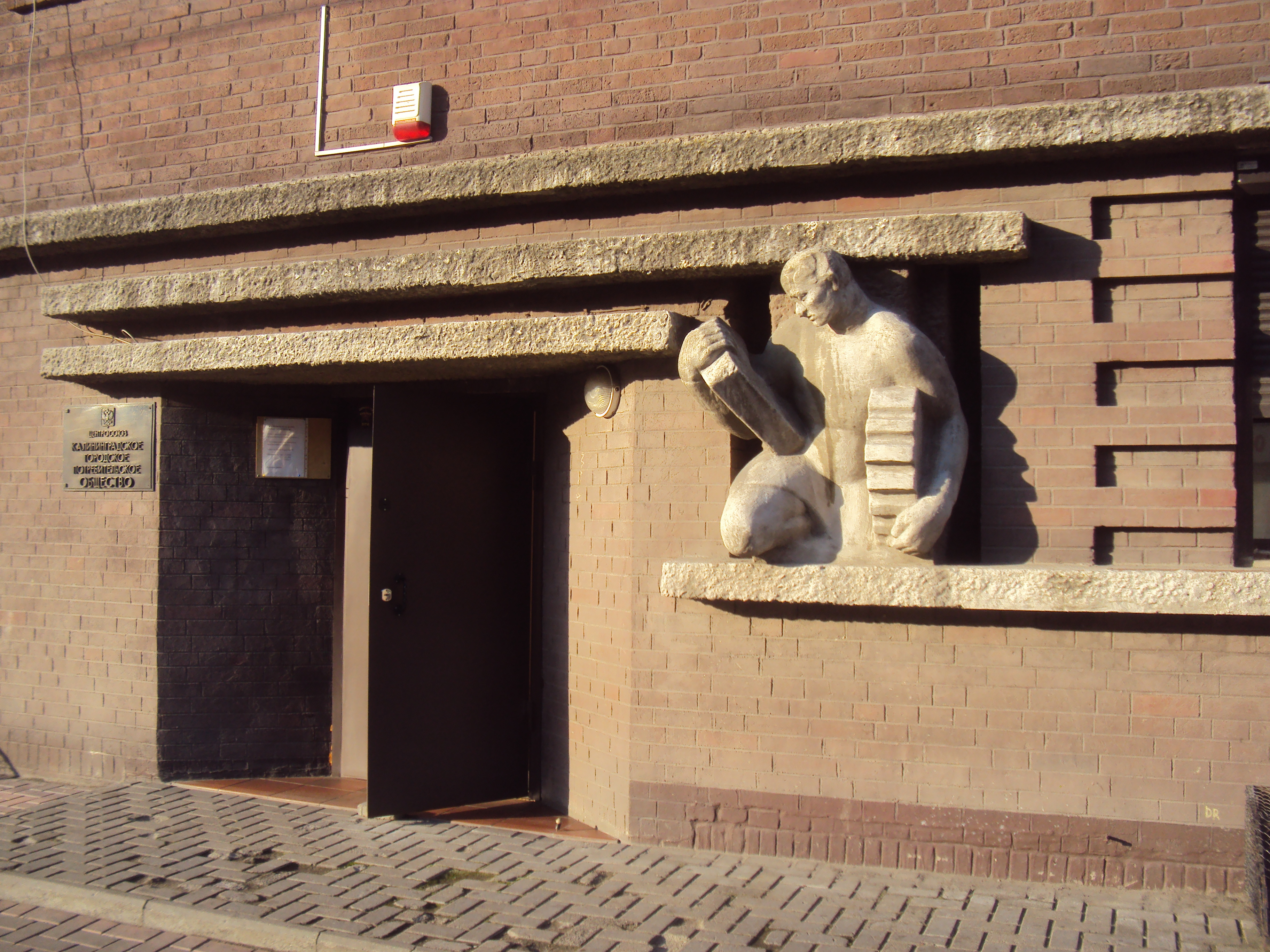
Горельєф на будівлі

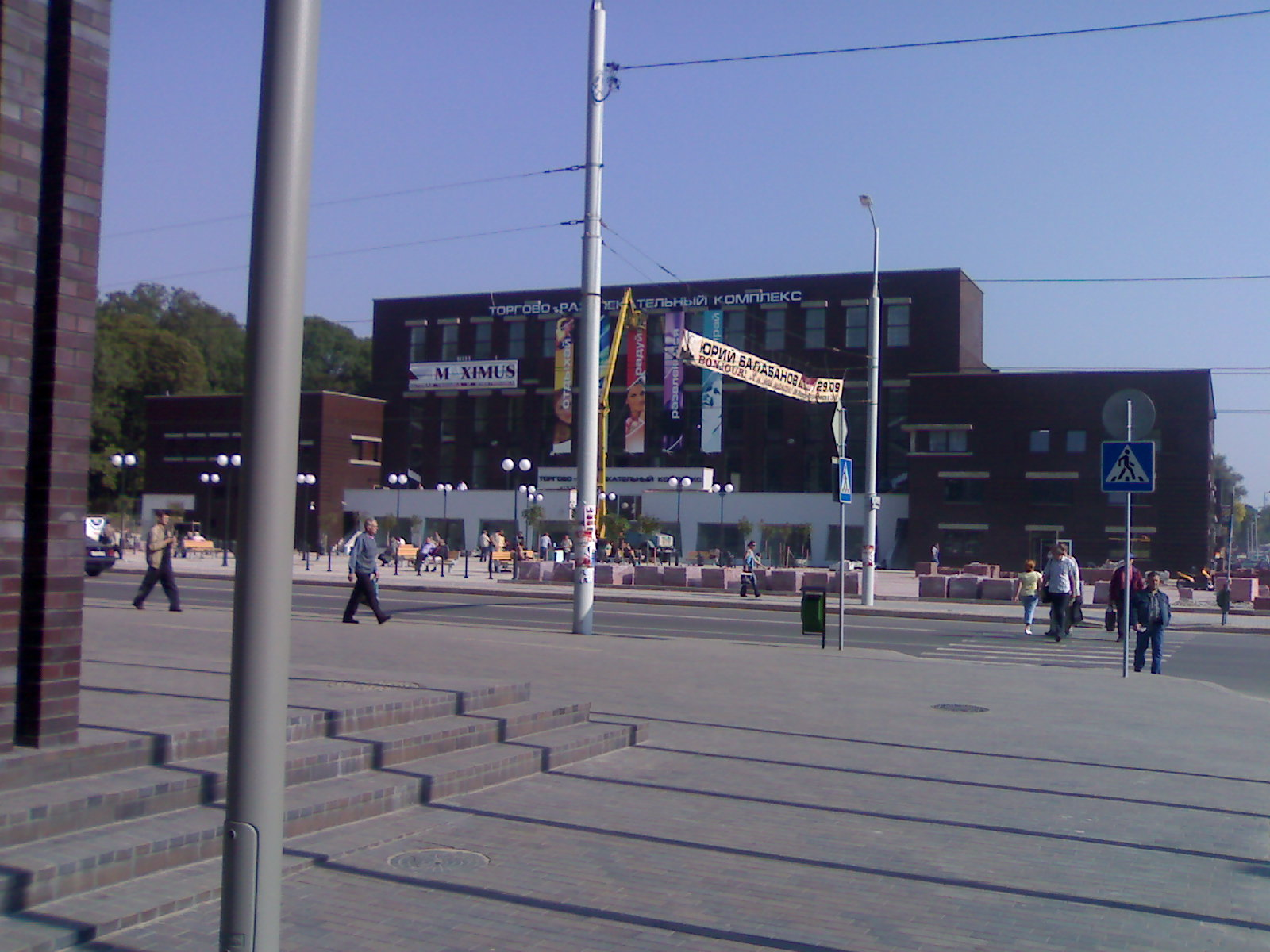
Дім техніки після реконструкції, 2006 рік

Дім техніки має просторий виставковий зал. Довжина будівлі — 121 метр, ширина — 46 метрів.
По кутах будівлі розташовані чотири прибудови, де розташовувалися бюро, навчальний кінотеатр, ресторан. Світло проникало до залу через велику кількість високих вузьких вікон. Для доставки на виставку важкої техніки до Дому техніки було прокладено залізничну колію, а для переміщення техніки в межах залу використовувався розташований під стелею електричний підйомний кран.
Будівля побудована в архітектурному інтернаціональному стилі з червоної цегли і неоштукатурена. Автор проекту — німецький архітектор Ганс Гопп. Зовнішні стіни прикрашені горельєфом «Каменяр» роботи скульптора Германа Брахерта та горельєфом «Майстри» авторства скульптора Ернста Філіца.